# Grallaricula ochraceifrons
El ponchito frentiocre o tororoi de frente ocrácea (en Perú) (Grallaricula ochraceifrons), también conocido como ponchito de frente ocre, es una especie de ave paseriforme perteneciente al género Grallaricula de la familia Grallariidae. Es endémico de Perú. 

## Distribución y hábitat
Se distribuye en los Andes centrales de Perú en el sur de Amazonas (Cordillera de Colán) y San Martín (Abra Patricia).
Es rara y local en el sotobosque de selvas montanas y bosques enanos entre 1900 y 2400 m s. n. m. de altitud.

## Estado de conservación
Esta especie ha sido calificada como EN “en peligro de extinción”, debido a que su pequeña población total, estimada en 250 a 1000 individuos se considera en decadencia, en línea con la reducción de su ya pequeña área de distribución (es conocida por apenas dos locales diferentes) y de su hábitat, que se reduce continua y rápidamente en una de las dos áreas, debido a la deforestación y fragmentación.
Actualmente (2024) VU “en estado vulnerable”

### Acciones de conservación
El ponchito frentiocre ocurre cerca del Bosque de protección Alto Mayo, en San Martín, pero no está claro si los bosques de altitud están protegidos debajo de esta designación. La recientemente creada Área de conservación privada de Abra Patricia-Alto Nieva tiene como objetivo proteger esta especie y también el mochuelo peludo (Xenoglaux loweryi).